# Ceratobaeus flavios
Ceratobaeus flavios är en stekelart som först beskrevs av Alan Parkhurst Dodd 1914.  Ceratobaeus flavios ingår i släktet Ceratobaeus och familjen Scelionidae. Inga underarter finns listade i Catalogue of Life.